# 国防総合大学
国防総合大学(National Defense University, NDU) は、米国国防総省が資金を提供する、ワシントンD.C.のフォートレスリーJ.マクネアの敷地内に位置する高等教育機関。国家安全保障の指導者の高レベルの教育、訓練、および専門的な開発を促進することを目的とする。NDUは統合参謀本部 (CJCS) 議長の指導の下で運営される。現在の学長はアメリカ空軍のマイケル・T・プレーン中将。

## 組織構成
国防総合大学には以下の組織が含まれる。
- 大学と学校[2]
  - 国際安全保障大学

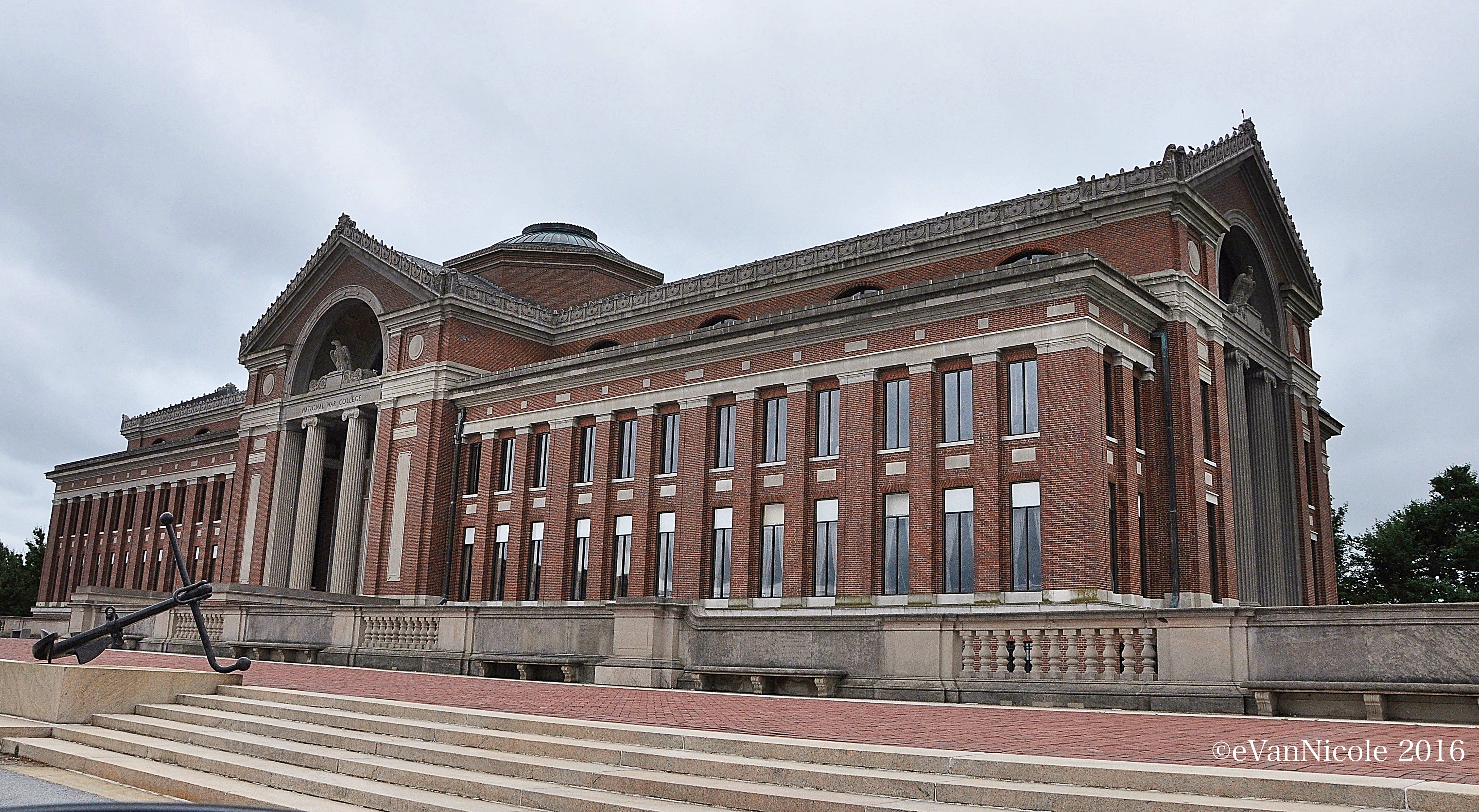
国防大学（ナショナル・ウォー・カレッジ）、2014 年撮影

  - ドワイト・D・アイゼンハワー・スクール (国家安全保障および資源戦略) (アイゼンハワー スクール)、旧陸軍工業大学
  - 情報サイバースペース大学、旧情報資源マネジメント大学（iCollege)
  - 統合軍参謀大学
  - 国防大学
- 統合軍指揮官に必要な教育を施す各種プログラム
  - キャップストーン
  - キーストーン
  - ピナクル
- 研究センター
  - 国家戦略研究所
    - 戦略研究センター
    - 中国軍事研究センター
    - 大量破壊兵器研究センター
      - 新興リーダー向けプログラム
      - 大量破壊兵器への対処に関する大学院フェローシッププログラム

    - NDU Press（出版局）

  - 応用戦略学習センター
- NDU ライブラリ

## 関連団体
- NDU のビジター委員会
- 国防大学財団
- 米国平和研究所
- ワシントン大都市圏大学コンソーシアム

## 出版物
NDU Press は大学の横断的・専門軍事的・学術的な出版社として、教育、研究、アウトリーチをサポートしている。その出版物には、雑誌であるJoint Force Quarterly (JFQ、統合軍四季報) およびPRISM: The Journal of Complex Operations（PRISM：統合作戦ジャーナル）、Strategic Assessment 2020（戦略アセスメント2020）などの書籍、各種のケーススタディ・政策提言・戦略モノグラフが含まれる。

## 学長一覧
| No. | 学長                                  | 学長                                     | 任期            | 任期              | 任期        | 軍種                     |
| No. | 肖像写真                              | 氏名                                     | 就任            | 離任              | 在任期間    | 軍種                     |
| --- | ------------------------------------- | ---------------------------------------- | --------------- | ----------------- | ----------- | ------------------------ |
| 1   | Marmaduke G. Bayne                    | 中将 Marmaduke G. Bayne (1920–2005)      | 1976            | 1977              | ~1年, 0日   | 米国海軍                 |
| 2   | Robert G. Gard Jr.                    | 中将 Robert G. Gard Jr. (1928-)          | 1977            | July 1981         | ~4年, 181日 | 米国陸軍                 |
| 3   | John S. Pustay                        | 中将 John S. Pustay (1931-)              | July 1981       | October 1983      | ~2年, 92日  | 米国空軍                 |
| 4   | Richard D. Lawrence                   | 中将 Richard D. Lawrence (1930–2016)     | October 1983    | September 1986    | ~2年, 335日 | 米国陸軍                 |
| 5   | Bradley C. Hosmer                     | 中将 Bradley C. Hosmer (1937-)           | September 1986  | September 1989    | ~3年, 0日   | 米国空軍                 |
| 6   | John A. Baldwin Jr.                   | 中将 John A. Baldwin Jr. (1933-)         | September 1989  | August 14, 1992   | ~2年, 348日 | 米国海軍                 |
| 7   | Paul G. Cerjan                        | 中将 Paul G. Cerjan (1938–2011)          | August 14, 1992 | September 1994    | ~2年, 18日  | 米国陸軍                 |
| 8   | Ervin J. Rokke                        | 中将 Ervin J. Rokke (1939-)              | September 1994  | 1997              | ~2年, 122日 | 米国空軍                 |
| 9   | Richard A. Chilcoat                   | 中将 Richard A. Chilcoat (1938–2010)     | 1997            | 2000              | ~3年, 0日   | 米国陸軍                 |
| 10  | Paul G. Gaffney II                    | 中将 Paul G. Gaffney II (1946-)          | July 7, 2000    | July 2, 2003      | 2年, 360日  | 米国海軍                 |
| 11  | Michael M. Dunn                       | 中将 Michael M. Dunn                     | July 2, 2003    | July 14, 2006     | 3年, 12日   | 米国空軍                 |
| 12  | Frances C. Wilson                     | 中将 Frances C. Wilson (1948-)           | July 14, 2006   | July 10, 2009     | 2年, 361日  | 米国海兵隊               |
| 13  | Ann E. Rondeau                        | 中将 Ann E. Rondeau (1951-)              | July 10, 2009   | April 13, 2012    | 2年, 278日  | 米国海軍                 |
| -   | Nancy McEldowney                      | Nancy McEldowney (1958-) 代理            | April 13, 2012  | July 11, 2012     | 89日        | Senior Executive Service |
| 14  | Gregg F. Martin                       | 少将 Gregg F. Martin (1956-)             | July 11, 2012   | July 21, 2014     | 2年, 10日   | 米国陸軍                 |
| -   | Wanda Nesbitt                         | Wanda Nesbitt (1956-) 代理               | July 21, 2014   | November 18, 2014 | 120日       | Senior Executive Service |
| 15  | フレデリック・M・パディーラ（英語版） | 少将 フレデリック・M・パディーラ (1959-) | 2014年11月18日  | 2017年9月25日     | 2年, 311日  | 米国海兵隊               |
| 16  | フリッツ・ロッゲ（英語版）            | 中将 フリッツ・ロッゲ (1958-)            | 2017年9月25日   | 2021年2月3日      | 3年, 131日  | 米国海軍                 |
| 17  | マイケル・T・プレーン（英語版）       | 中将 マイケル・T・プレーン (1965-)       | 2021年２月３日  | Incumbent         | 4年, 193日  | 米国空軍                 |